# 南町 (新宿区)
南町（みなみちょう）は、東京都新宿区の町名。住居表示未実施。丁目の設定のない単独町名である。

## 地理
新宿区の北東部に位置する。牛込地域に属し、牛込の名を冠して牛込南町とも呼ばれる。町域北東部は、若宮町・袋町に接する。地域南東部は払方町に接する。地域南西部は、納戸町に接する。地域北西部は中町に接する（地名はいずれも新宿区）。
町域内は主に住宅地として利用される。田中角栄をはじめ、政財界の要人が居を構えてきたことでも知られる。現在は、マンションなども多い。

## 歴史
元々は牛込南御徒町と呼ばれていたが、1872年（明治5年）に牛込南町と改名された。

## 世帯数と人口
2025年（令和7年）3月1日現在（新宿区発表）の世帯数と人口は以下の通りである。
- 世帯数 : 388世帯
- 人口 : 842人

### 人口の変遷
国勢調査による人口の推移。
| 年                 | 人口 |
| ------------------ | ---- |
| 1995年（平成7年）  | 351  |
| 2000年（平成12年） | 506  |
| 2005年（平成17年） | 520  |
| 2010年（平成22年） | 529  |
| 2015年（平成27年） | 774  |
| 2020年（令和2年）  | 856  |

### 世帯数の変遷
国勢調査による世帯数の推移。
| 年                 | 世帯数 |
| ------------------ | ------ |
| 1995年（平成7年）  | 150    |
| 2000年（平成12年） | 238    |
| 2005年（平成17年） | 261    |
| 2010年（平成22年） | 260    |
| 2015年（平成27年） | 382    |
| 2020年（令和2年）  | 401    |

## 学区
区立小・中学校に通う場合、学区は以下の通りとなる（2018年8月時点）。
- 区域 : 全域
  - 小学校 : 新宿区立愛日小学校
  - 中学校 : 新宿区立牛込第三中学校

## 事業所
2021年（令和3年）現在の経済センサス調査による事業所数と従業員数は以下の通りである。
- 事業所数 : 9事業所
- 従業員数 : 60人

### 事業者数の変遷
経済センサスによる事業所数の推移。
| 年                 | 事業者数 |
| ------------------ | -------- |
| 2016年（平成28年） | 12       |
| 2021年（令和3年）  | 9        |

### 従業員数の変遷
経済センサスによる従業員数の推移。
| 年                 | 従業員数 |
| ------------------ | -------- |
| 2016年（平成28年） | 72       |
| 2021年（令和3年）  | 60       |

## その他

### 日本郵便
- 郵便番号 : 162-0836[3]（集配局 : 牛込郵便局[15]）。